# Campi
Campi là một xã ở tỉnh Haute-Corsetrên đảo Corse, Pháp. Xã này có diện tích 5 km², dân số năm 1999 là 28 người. Khu vực này có độ cao 554 mét trên mực nước biển. Xã này có chung tổng Moïta-Verde with thirteen other communes: Aléria, Moïta, Ampriani, Canale-di-Verde, Chiatra, Linguizzetta, Matra, Pianello, Pietra-di-Verde, Tallone, Tox, Zalana và Zuani.